# Тангра (радио)
Вижте пояснителната страница за други значения на Тангра.
Тангра e българска радиостанция за рок музика, излъчвала в ефир от 8 декември 1992 г. до 1 април 2003 г. Тя една от първите частни български радиостанции и първатa, специализирана като музикално радио за рок музика. Радостанцията излъчва основно в София на честота 96.7 MHz, а в началото на 2003 г. за кратко започва излъчване в седем града в страната.
Радио „Тангра“ е основано през 1992 г. от Кирил Маричков, музикант от група Щурците и Константин Марков, основател и басист на рок група Тангра. През 1998 г. радиото се обявява в подкрепа на българската музика и излъчва по три български песни на час. През 1999 г. се превръща в първото радио само за рок музика, известно като рок-радио „Тангра“, като събитието се отбелязва с голям концерт пред НДК.
Радиостанцията съществува малко повече от десет години, когато е закупена от Дарик радио през 2003 г. и на нейните честоти се появява спортното радио „Гонг“. Според Кирил Маричков, основната причина за закриването ѝ е липсата на рентабилност на станциите, излъчващи извън София, поради недостатъчни приходи от реклама. Като следствие на това, българските радиослушатели са лишени от радиостанция, която да съсредоточава вниманието си върху рок музиката основно. Това продължава до 2006 година, когато в ефир се появява рок радио „Зи рок“, в чийто екип са двама души, работили дълго време и в радио „Тангра“ - Спас Шурулинков и Марио Събев, известен като Буги Барабата. Идеен наследник на радио „Тангра“ е онлайн радио „Тангра Мега Рок“, основано през 2006 г. от Васил Върбанов, дългогодишен водещ в ефира на радио „Тангра“.